# Tuchín

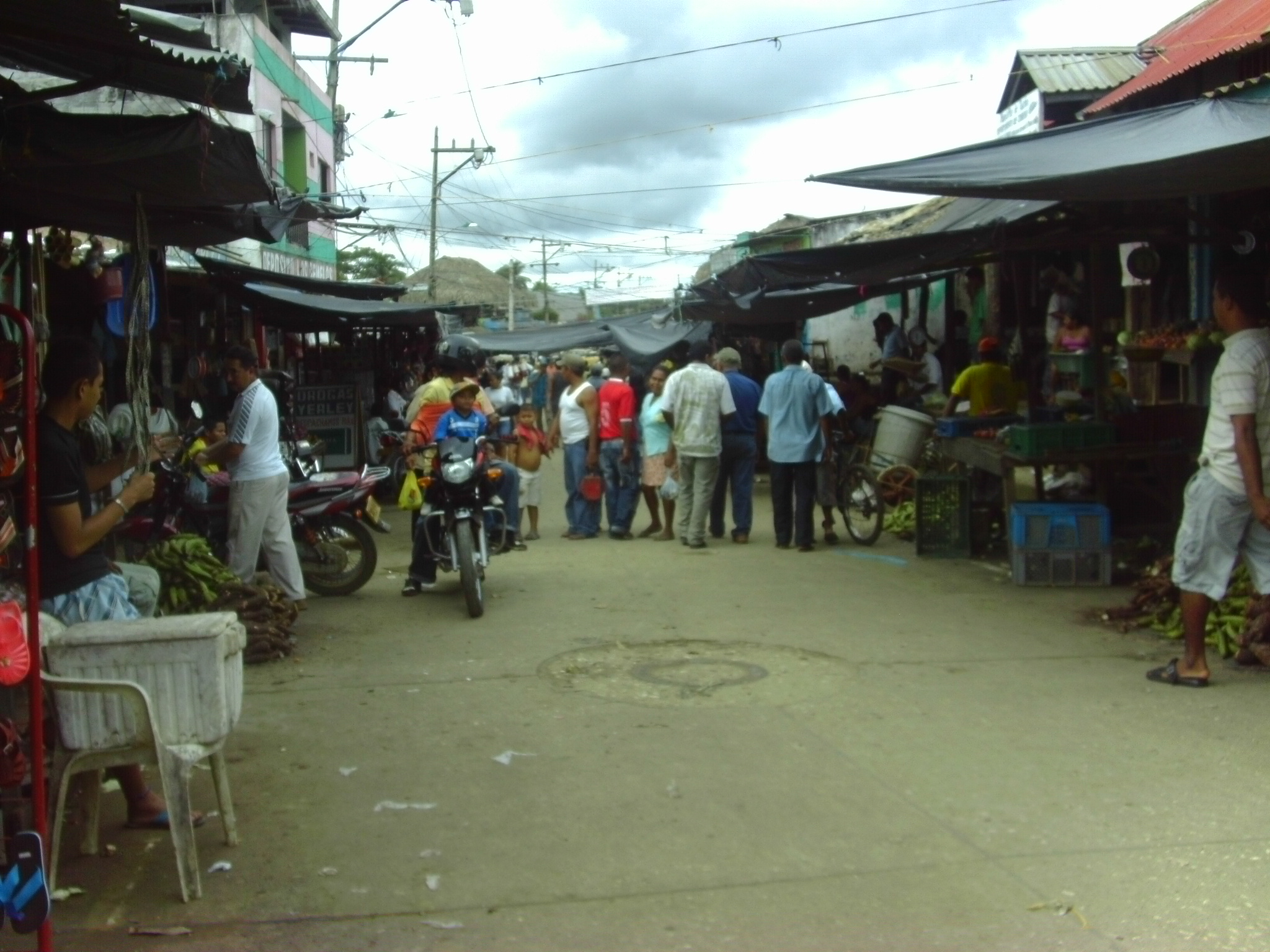
Comercio local do munícipio de Tuchín na Colômbia onde está localizada uma grande parte da economia local.

Tuchín é um município da Colômbia, localizado no departamento de Córdoba.